# Journal of Chemical Education
Journal of Chemical Education è una rivista accademica che si occupa di didattica della chimica, pubblicata dalla Division of Chemical Education dell'American Chemical Society e dalla Publications Division, sempre dell'ACS.
Nel 2014 il fattore d'impatto della rivista era di 1,106.